# Giuseppe Marino Garibotto
Giuseppe Marino Garibotto (Genova, 11 agosto 1840 – Genova, 9 luglio 1892) è stato un patriota e militare italiano, che partecipò alla Spedizione dei Mille.

## Biografia
Nacque a Genova in Vico Cannoni al numero 4, quinto piano, nel sestiere della Maddalena, da Giacomo e Angela Landò. Il padre era nato nel 1808 a Casarza Ligure e si era trasferito a Genova nel 1829 dove lavorava come vermicellaio. La madre anch'essa era nata nel 1808 ed era di San Salvatore di Lavagna. Quintogenito di dieci figli, fu battezzato nella Parrocchia della Santa Maria Maddalena, e iniziò presto a lavorare come falegname. All'età di 20 anni era alto 1 m e 56, aveva capelli e sopracciglia castane, occhi bigi (come desunto dall'atto di congedo militare dato in Caserta il 9 Ottobre 1860). 
A quell'epoca Genova era al centro del pensiero mazziniano ed il giovane Giuseppe ne fu immediatamente attratto. Quando Garibaldi si mise alla ricerca di volontari per la Spedizione dei Mille, non esitò ad arruolarsi, di nascosto ai suoi genitori:
“…Partii di casa il giorno 3 di Maggio verso le 6, dopo avere ultimati il giorno innanzi in fretta e in furia alcuni lavori che io avea obbligo di consegnare, aiutato in ciò dagli amici Santo Lertora, Giovanni Cambiaghi e Andrea Traverso che io avea indotti a far parte della spedizione. Al buon padre che di nulla sospettava nell’augurargli il buon giorno e nel guardare commiato da lui dissi che stesse di buon animo se per parecchi giorni dovessi assentarmi, allegando siccome già avea Fatto con mia madre impietosa menzogna, cioè di dover portarmi in Val Polcevera per commissioni di lavoro ordinatimi da un Signore colà residente.
Passato a salutare una ultima volta gli amici informati della nostra lettera, indirizzata a miei genitori, con obbligo di mettere alla posta due giorni dopo la mia partenza. Ciò fatto mi avviai al luogo di convegno in via Bisagno ove a poco a poco convenivano gli amici e gli altri compagni che dovevano far parte della spedizione…”
Partito da Quarto su nave Lombardo (Comandante Nino Bixio, mentre la nave Piemonte era comandata da Giuseppe Garibaldi) raggiunse Marsala l’11 Maggio 1860. Ha lasciato un diario epistolare (Lettere al padre, da 4 maggio al 4 giugno 1860) della prima fase della Spedizione dei Mille.

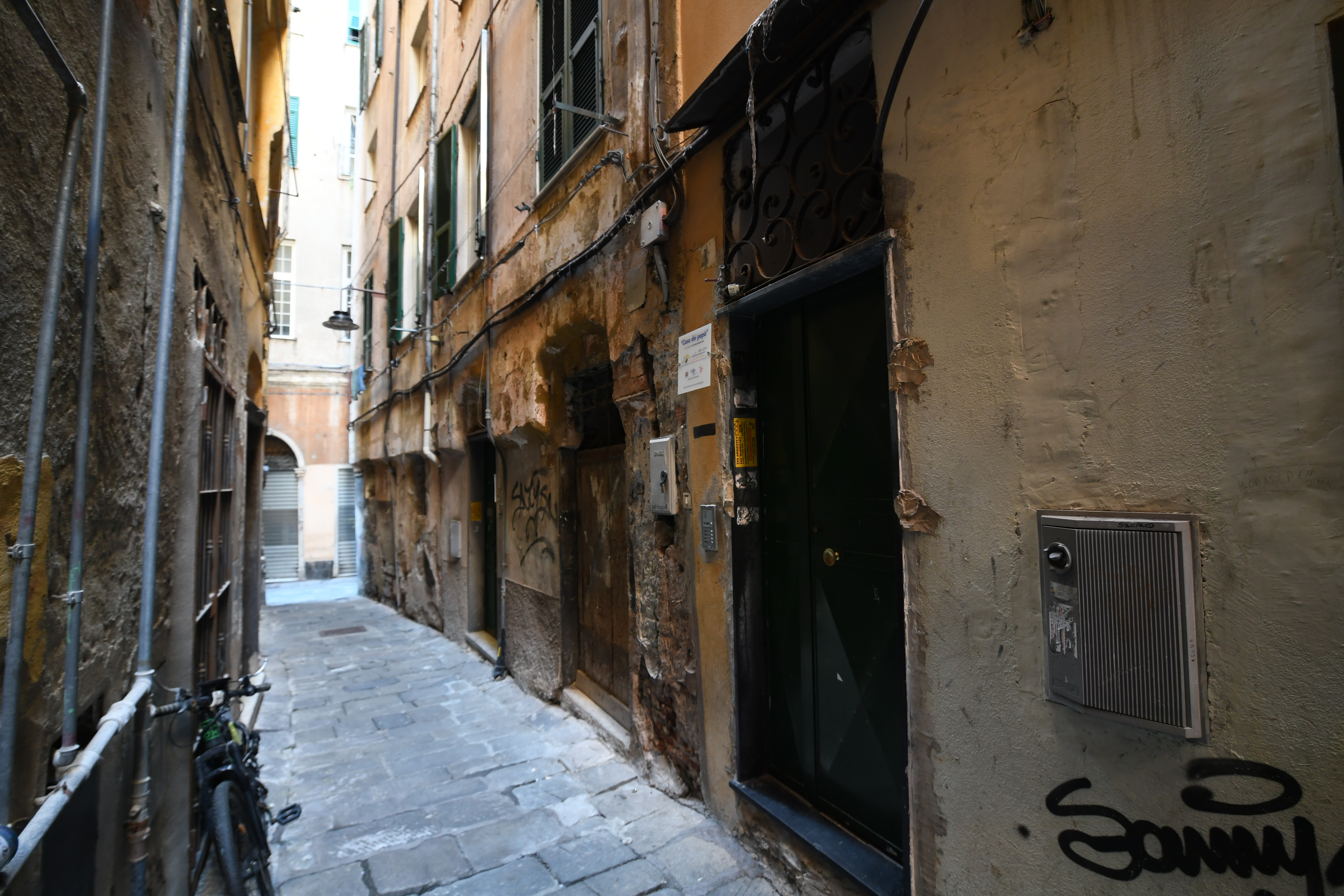
Vico Cannoni 4, casa natale di Giuseppe Marino Garibotto

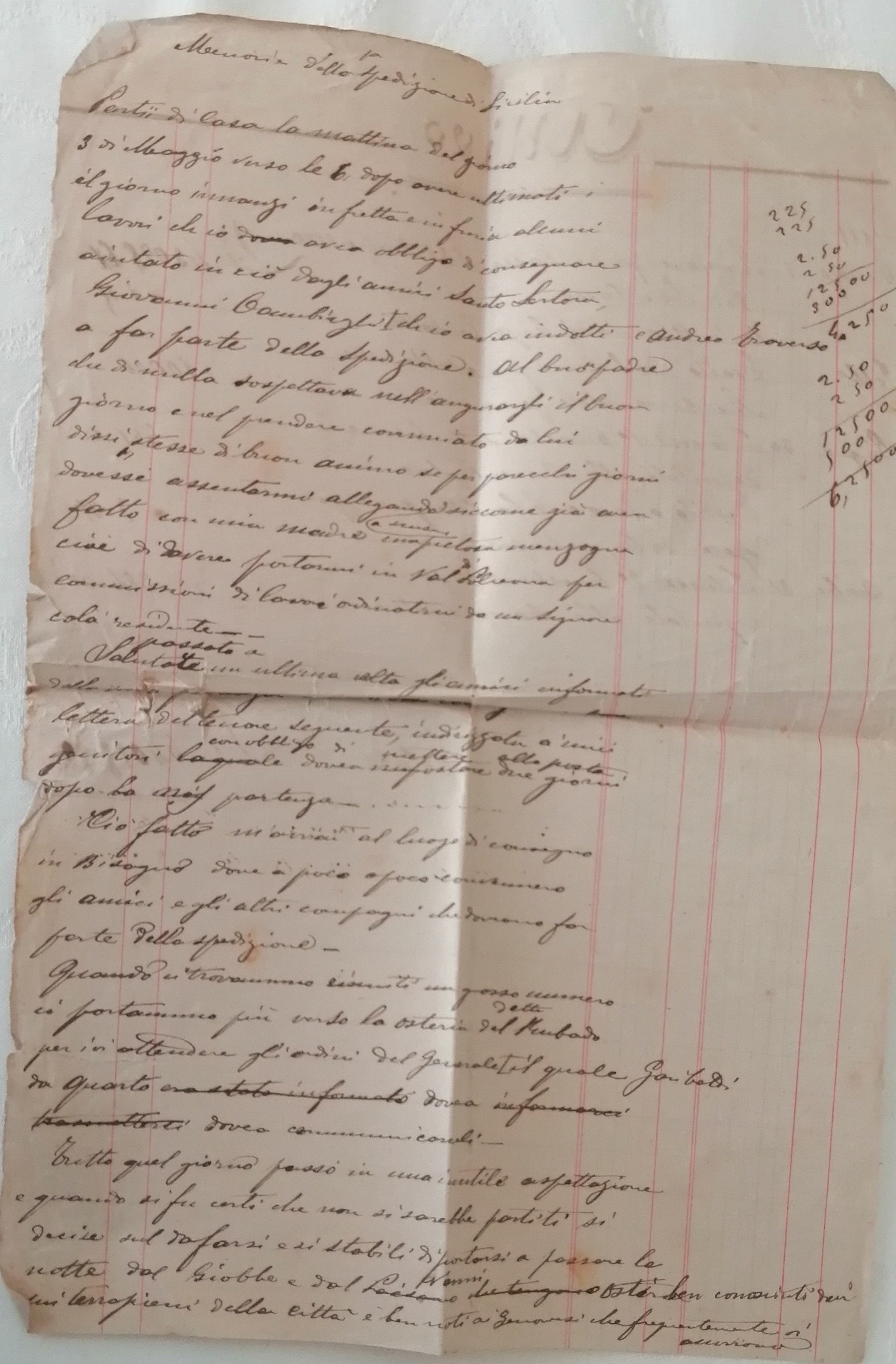
Pagina del diario di Giuseppe Marino Garibotto

Sbarcato a Marsala, fu ferito da proiettile alla coscia destra alla battaglia di Calatafimi il 15 maggio. Guarito dalla ferita dopo un mese e mezzo di cure a Salemi, riprese il servizio che continuò fino alla fine della campagna facendo parte, prima come milite, poi come Sergente, della  1° compagnia del I° Battaglione Bersaglieri, comandata da Menotti Garibaldi, questa a sua volta parte della XVIII Divisione.
Partecipò al primo sbarco di Calabria operato dalla stessa divisione, all'espugnazione di Reggio ed ai combattimenti avvenuti sul Volturno. Sul finire della prima campagna con decreto del Generale Dittatore veniva promosso sottotenente con lettera di partecipazione di nomina del 13 Novembre 1860. La lettera fu firmata dal Colonnello Brigadiere Giuseppe Dezza, poi divenuto Generale Comandante della Divisione Militare di Milano.  
Fu successivamente sottoposto a due resezioni parziali del piede sinistro, in seguito a continue lussazioni sviluppatesi durante le faticose marce. Il piede fu poi amputato, il che lo rendette inabile alla sua professione di falegname.  
Per effetto della legge 22 febbraio 1865, venne ammesso al godimento della Pensione dei Mille.
Il 5 Maggio 1886 curò e pubblicò una pergamena che documenta l’elenco dei Liguri sbarcati a Marsala e quelli caduti per fatti d’armi (167 liguri partiti, 9 caduti a Calatafimi, 4 a Palermo, 2 a Milazzo, 1 a Reggio, 4 sul Volturno, 1 a Custoza, 1 a Dijon)(6).  
Dalle sue mani abbiamo un elenco dei morti sul campo o successivamente a ferite  nella battaglia di Calatafimi, l’elenco dei componenti la spedizione dei Mille morti nelle tre giornate di Palermo (27-29 maggio 1860, 29 decessi) e l’elenco dei garibaldini deceduti in Genova entro il 1889. 
Anche dopo l’amputazione ed il ritorno alla vita civile, fu attivo nell'azione risorgimentale e mazziniana.   
Dal marzo 1872 a luglio 1882, fu segretario del comitato per erigere il Monumento a Giuseppe Mazzini a Genova in Piazza Corvetto. Di quel periodo, restano carteggi con Olinto Graziani, Federico Campanella, Aurelio Saffi, Federico Rayper, Finocchiaro Aprile, Oreste Baratieri. Ci restano di quel periodo anche diversi scritti olografi e frammenti di giornali (lettere, in gran parte a Il Caffaro, quotidiano italiano fondato a Genova nel 1875 e al nuovo quotidiano, Il Secolo XIX fondato il 25 aprile 1886) che documentano il dibattito risorgimentale.  
Ricoverato all’Ospedale Pammatone di Genova il 21 giugno 1892, morì il 9 Luglio 1892, forse per sepsi. 

## Vita privata
Si sposò il 29 aprile 1876 con Francesca Maria Amelia Castello di anni 30, da cui ebbe due figli Giacomo ed Anna.